# Blue Lives Matter
Blue Lives Matter (с англ. — «синие жизни важны», «синий» — отсылка к фразе «тонкая синяя линия») — американское контрдвижение, выступающее за то, чтобы обвиняемые в убийствах полицейских преследовались за преступления на почве ненависти. Основано как ответ на движение Black Lives Matter после убийства полицейских Рафаэля Рамоса и Вэньцзяня Лю в Бруклине 20 декабря 2014 года.
Хотя движение критиковалось Американским союзом защиты гражданских свобод и другими, оно стало причиной принятия закона штата Луизиана, сделавшего преступлением на почве ненависти преследование полицейских, пожарных и рабочих скорой помощи. Этот закон был подвергнут жёсткой критике за расширение защиты законодательства преступлений на почве ненависти за пределы таких характеристик, как раса, сексуальная ориентация и гендерная идентичность, в пользу выбора карьеры. Кроме того, данные о снижении насилия против полицейских использовались критиками закона для того, чтобы поставить под сомнение его необходимость.

## Основание
После убийства 20 декабря 2014 года офицеров нью-йоркской полиции Рафаэля Рамоса и Вэньцзяня Лю группа сотрудников правоохранительных органов приняла решение создать медиа-кампанию для противостояния сообщениям СМИ, которые они воспринимали как направленные против полиции. В организации принимают участие сотрудники правоохранительных органов (как работающие, так и вышедшие в отставку). Представителем организации является офицер департамента Лас-Вегаса столичной полиции в отставке лейтенант Рэнди Саттон (англ. Randy Sutton).
В том же месяце в Нью-Йорке появилось движение Blue Lives Matter NYC, оно было создано для оказания помощи сотрудникам правоохранительных органов и членов их семей, а также повышения осведомлённости общества о нуждах полицейских. Его создателем стал сержант Джоуи Императрис (англ. Joey Imperatrice). Более 300 рекламных щитов с лозунгом «Blue Lives Matter» были размещены по всей стране, на многих также имеется хештег #thankublu, который используется для моральной поддержки сотрудников полиции.

## Известные протесты и демонстрации
В сентябре 2015 года более 100 сотрудников полиции Лос Анджелеса вместе с другими участниками сообщества приняли участие в митинге в Голливуде для демонстрации поддержки действий полиции и благодарности за их работу.

## Критика

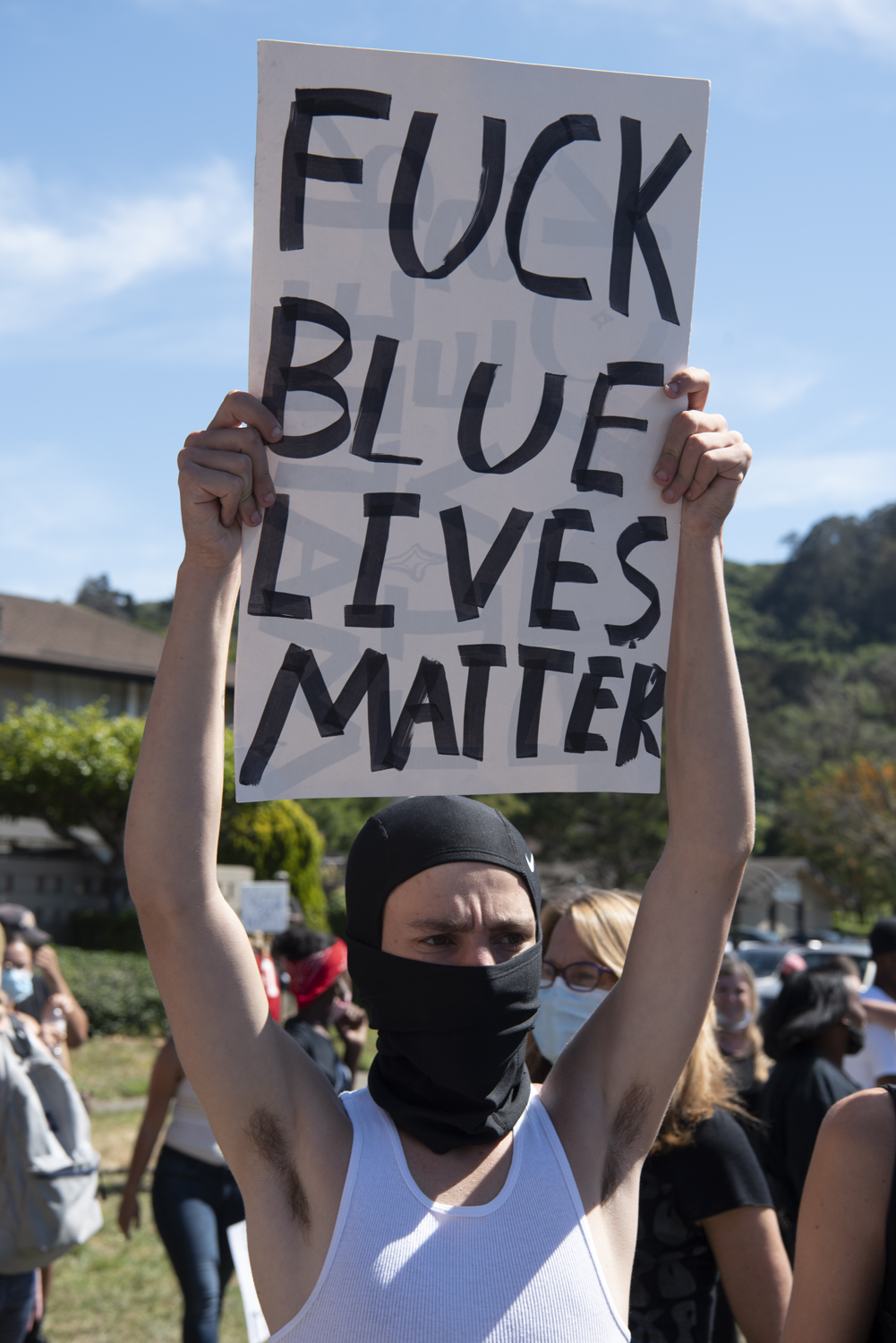
Знак, критикующий Blue Lives Matter на протесте Black Lives Matter.

Некоторые критики Blue Lives Matter утверждают, что место работы человека никогда не может достичь глубокого значения идентичности и быть источником солидарности, как расовая идентичность. Другие говорят, что чернокожая идентичность и история постоянно находятся под угрозой уничтожения, в то время как у полицейских такой угрозы нет. Другой причиной критики движения является то, что полицейские обычно уважаемы в сообществах, в то время как афроамериканцев в городах подозревают в воровстве и дармоедстве. В довершение ко всему, некоторые сторонники Blue Lives Matter в штатах намеренно или ненамеренно поддерживают систему дискриминационной охраны порядка и расовое профилирование.
Некоторые критики законодательства, продвигаемого Blue Lives Matter, утверждают, что оно является избыточным, так как атака на или убийство полицейского повлечёт за собой более серьёзную ответственность, чем аналогичные действия в адрес других людей. Другие, такие как глава полиции Сент-Мартинвилля Колдер Хеберт, утверждают, что предлагаемые законы сделают сопротивление аресту преступлением на почве ненависти, что вызвало критику, так как преступления на почве ненависти — преступления, в которых жертвы преследуются за характеристики, основанные на их идентичности, такие как раса, сексуальная ориентация или гендер. Наконец, согласно данным ФБР, насилие против полицейских, а также преступления с их участием в целом, снизилось и без этих законопроектов, из-за чего их необходимость была поставлена под сомнение.